# Dostonbek Tursunov
Dostonbek Tursunov (Oltiariq, 13 juni 1995) is een Oezbeeks voetballer die als verdediger speelt bij Renofa Yamaguchi FC.

## Clubcarrière
Tursunov begon zijn carrière in 2015 bij Neftçi Fargʻona. Tursunov speelde tussen 2016 en 2018 voor FK Kokand 1912, PFK Metallurg Bekabad en Neftçi Fargʻona. Hij tekende in 2019 bij Renofa Yamaguchi FC.

## Interlandcarrière
Tursunov debuteerde in 2018 in het Japans nationaal elftal en speelde 5 interlands. Hij nam met het Japans voetbalelftal deel aan het Aziatisch kampioenschap 2019.